# Adam Thiel
Adam Thiel (ur. 3 grudnia 1972 w Gdańsku) – polski lekkoatleta, długodystansowiec.
W 1992 zajął 6. miejsce w mistrzostwach Polski w biegu na 3000 metrów z przeszkodami. W czołowej ósemce mistrzostw kraju znalazł się ponownie dopiero 18 lat później, kiedy to zajął 8. pozycję podczas mistrzostw Polski w półmaratonie. Kilka tygodni później odniósł życiowy sukces zostając wicemistrzem Polski w biegu na 100 kilometrów. W 2011 zajął 4. miejsce w mistrzostwach Polski w maratonie w Dębnie.

## Rekordy życiowe
| Konkurencja                   | Rezultat | Data                 | Miejsce   |
| ----------------------------- | -------- | -------------------- | --------- |
| Bieg na 800 m                 | 1:54,15  | 28 maja 1995         | Białystok |
| Bieg na 1000 m                | 2:26,06  | 10 lipca 1992        | Sopot     |
| Bieg na 1500 m                | 3:51,56  | 27 maja 1995         | Białystok |
| Bieg na 3000 m                | 8:18,53  | 20 maja 1995         | Poznań    |
| Bieg na 5000 m                | 14:13,75 | 14 lipca 1992        | Sopot     |
| Bieg na 10 000 m              | 30:09,81 | 28 sierpnia 1993     | Białystok |
| Bieg na 10 km                 | 29:57,10 | 20 września 1997     | Słupsk    |
| Półmaraton                    | 1:06:28  | 20 lipca 1997        | Okonek    |
| Maraton                       | 2:26:48  | 30 września 2001     | Budapeszt |
| Bieg na 100 km                | 8:08:07  | 24 października 2010 | Kalisz    |
| Bieg na 3000 m z przeszkodami | 8:50,49  | 29 września 1993     | Białogard |